# スノーカイト

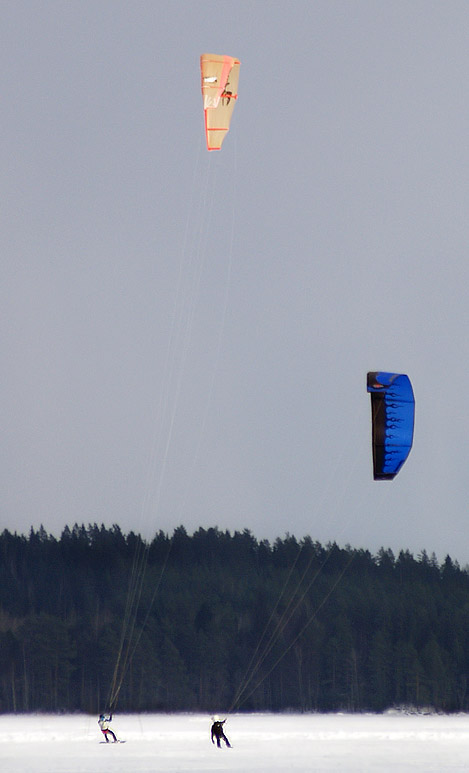
Snowkiting on lake Kallavesi, Kuopio, Finland in March 2005.

スノーカイトは、スキーもしくはスノーボードを履き、水上で用いるカイトボード用のカイトもしくは陸上用のカイトを使用し、雪原または雪の斜面を走り、登り、飛ぶスポーツ。
日本で最初の大会は2004年1月24日、25日に福井県六呂師高原牧場にて赤土正剛の呼びかけで行われたが、風が途中で止み、全てのヒートを終えることが出来なかった。同年2月23日に新潟県小千谷市において“第1回こーだっぱらかっぷ”が枝村政人の呼びかけで行われた。優勝者は赤土正剛。